# 屍肉
『屍肉』 (しにく、原題：Dead Meat）は、フィリップ・カーの長編警察小説。1993年に発行され、日本語版は1994年11月1日新潮社より東江一紀の訳で刊行されている。
元々は英国BBCのテレビ・ドラマの原作として構想された作品で、長期にわたる現地取材により完成した。
ソヴィエト連邦崩壊後のサンクトペテルブルクが舞台となっている。国の経済を掌握したロシア・マフィアを捜査する辣腕刑事グルーシコと、彼率いる組織犯罪課の動向を語り手「わたし」の目線で追った作品である。

## あらすじ
モスクワ中央内務局調査部中佐である「わたし」は、上層部の命によりサンクトペテルブルクの中央捜査部へ赴いた。
そこの実力者グルーシコと共に請け負った捜査は、ロシアの人気記者ミハイル・ミリューキンの殺人事件だった…。

## 登場人物
「わたし」
本作の語り手と言える。モスクワ中央内務局調査部中佐であり、サンクトペテルブルクの中央内務局刑事部組織犯罪課と動向を共にする。
イヴゲーニー・イワノヴィッチ・グルーシコ
サンクトペテルブルク中央内務局刑事部組織犯罪課大佐。中央内務局刑事部きっての辣腕刑事。
コルニロフ将軍
サンクトペテルブルク中央内務局刑事部　部長。
ニコライ・ウラジーミロフ
サンクトペテルブルク中央内務局刑事部組織犯罪課少佐。
アレクサンダー・スコロボガチーチ
サンクトペテルブルク中央内務局刑事部組織犯罪課大尉。
アンドレイ・ペトロフ
サンクトペテルブルク中央内務局刑事部組織犯罪課中尉。
ミハイル・ミリューキン
ロシアの有名ジャーナリスト。
ニーナ・ロマーノヴナ
ミリューキンの妻。
ワージャ・オルジョニキージ
グルジア人マフィア。
スルタン・ハジイェフ
チェチェン人のポン引き。
ウラジーミル・ヴォズノセンスキー
検事。
セミョーン・ルージン
弁護士。
チャーゾフ
コーペラチブ経営者。
ズンベーリ・ガンクレリージ
グルジア人マフィアのボス。
ソブチャク
パブロフ第一医科大学の生物学者。